# Kathleen Cavendish, marquesa de Hartington
Kathleen Agnes "Kick" Cavendish, marquesa de Hartington (Kathleen Agnes Kennedy, 20 de febrero de 1920 - 13 de mayo de 1948) era hija de Joseph P. Kennedy y Rose Kennedy y hermana del futuro presidente de EE. UU. John F. Kennedy, y fue viuda del heredero del ducado de Devonshire.

## Biografía
Cuando el presidente Franklin D. Roosevelt designó a Joseph P. Kennedy como embajador en Gran Bretaña, su hija Kathleen (llamada "Kick" por su familia) paso un año y medio viviendo en Londres, educándose en el Queen's College, en Westminster.
Kennedy trabajó en el periódico de Cissy Patterson, el Washington Times-Herald en 1940, escribiendo una columna titulada "Did you happen to see . . . ?". En 1943, regresó a Inglaterra para trabajar en un centro militar establecido por la Cruz Roja. A pesar de la oposición de su madre, católica, Kennedy se casó con William Cavendish, marqués de Hartington, un anglicano e hijo mayor y heredero del décimo duque de Devonshire, el 6 de mayo de 1944. Su hermano mayor, Joseph P. Kennedy, Jr., fue el único miembro de la Familia Kennedy en asistir a la ceremonia. Cuatro meses después de su matrimonio, su esposo murió en acción durante la Segunda Guerra Mundial. El hermano menor de su esposo, Lord Andrew Cavendish, casado con Deborah Mitford de las famosas hermanas Mitford, se convirtió en heredero del Ducado. 
Se hizo popular en la sociedad londinense y admirada por muchos por su buen humor, Cavendish llegó a tener una relación con Peter Wentworth-Fitzwilliam, conde Fitzwilliam. La pareja planeaba casarse después del divorcio de Fitzwilliam, sin embargo, durante un viaje al sur de Francia, Fitzwilliam y Cavendish fallecieron en un accidente aéreo en Saint-Bauzile, Ardèche, Francia.
Solo el padre de Cavendish, Joseph P. Kennedy, representó a la familia Cavendish-Kennedy en el funeral. Su madre, Rose, no asistió y los hermanos Kennedy, desanimados, tampoco.
Kathleen Cavendish está enterrada en el cementerio de la familia Cavendish en la Iglesia de Saint Peter en Edensor, Inglaterra, cerca de Chatsworth en Derbyshire. El gimnasio del Manhattanville College fue nombrado en su honor.

## Títulos
- 1920–1944: Miss Kathleen Kennedy

- Mayo de 1944–septiembre de 1944: Marquesa de Hartington.

- Septiembre de 1944–1948: Marquesa Viuda de Hartington.

- Datos: Q268799
- Multimedia: Kathleen Cavendish, Marchioness of Hartington / Q268799